# Désincarcération

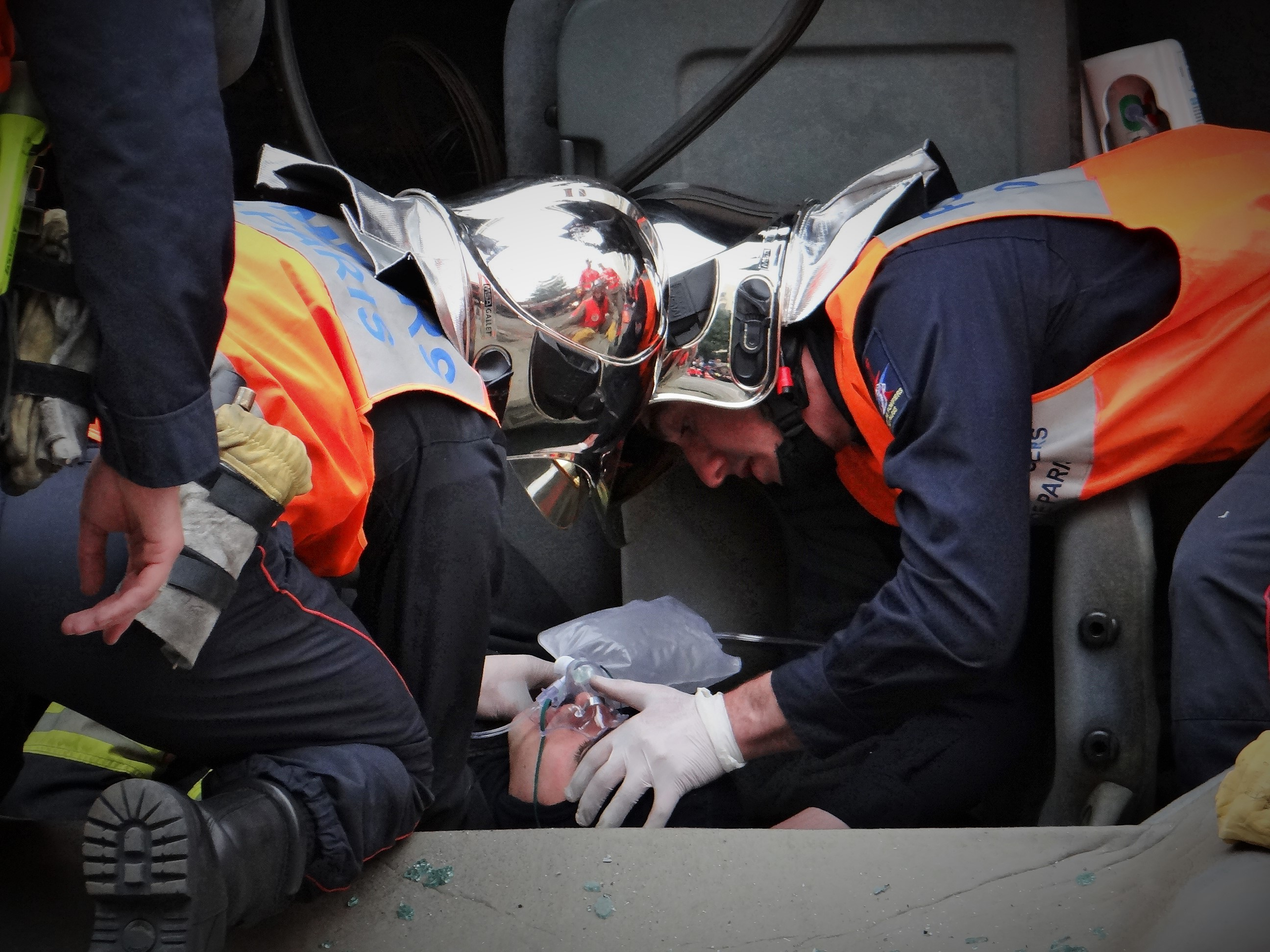
Victime prisonnière dans son véhicule (lors d'une simulation).

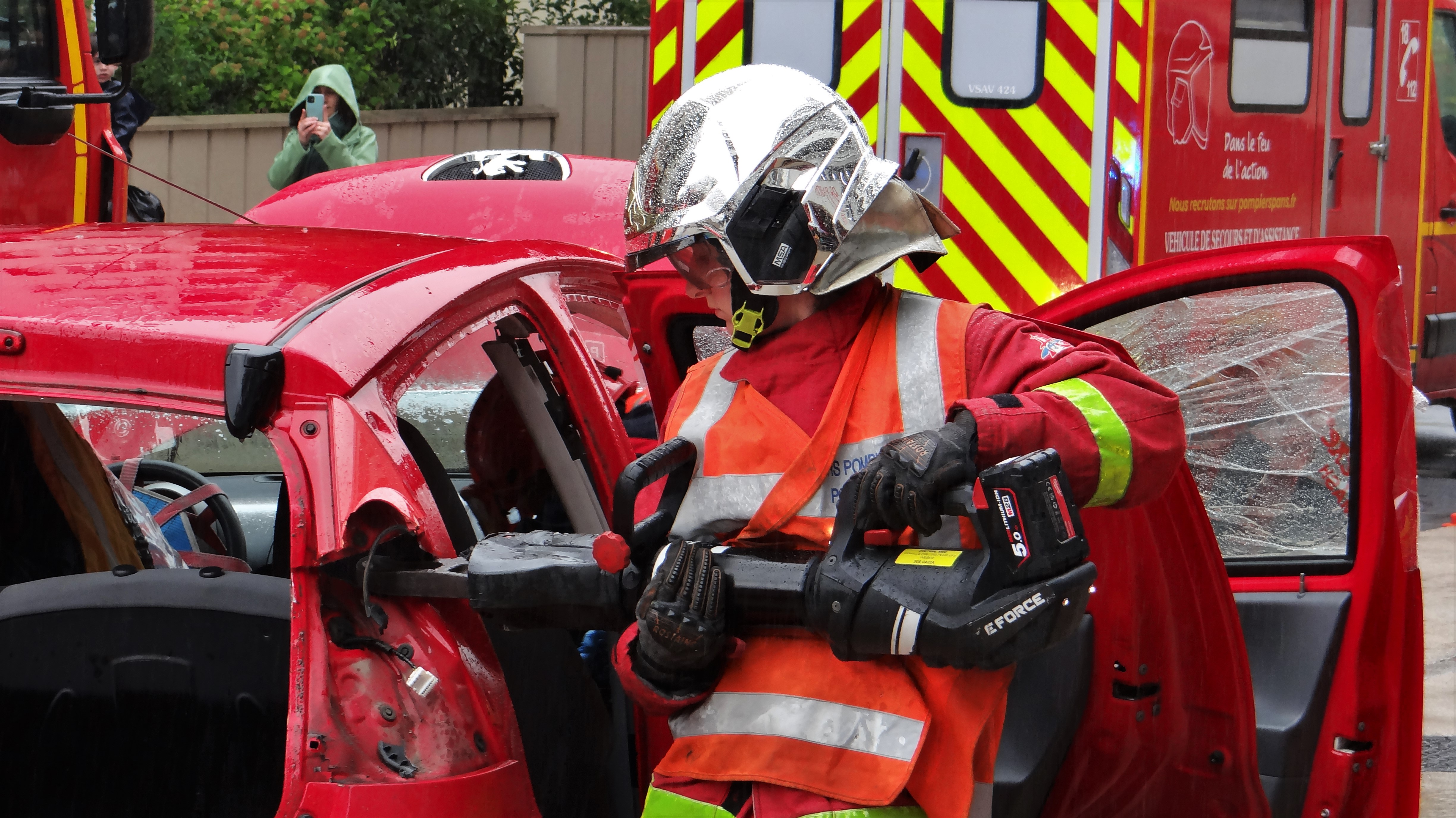
Démonstration de désincarcération.

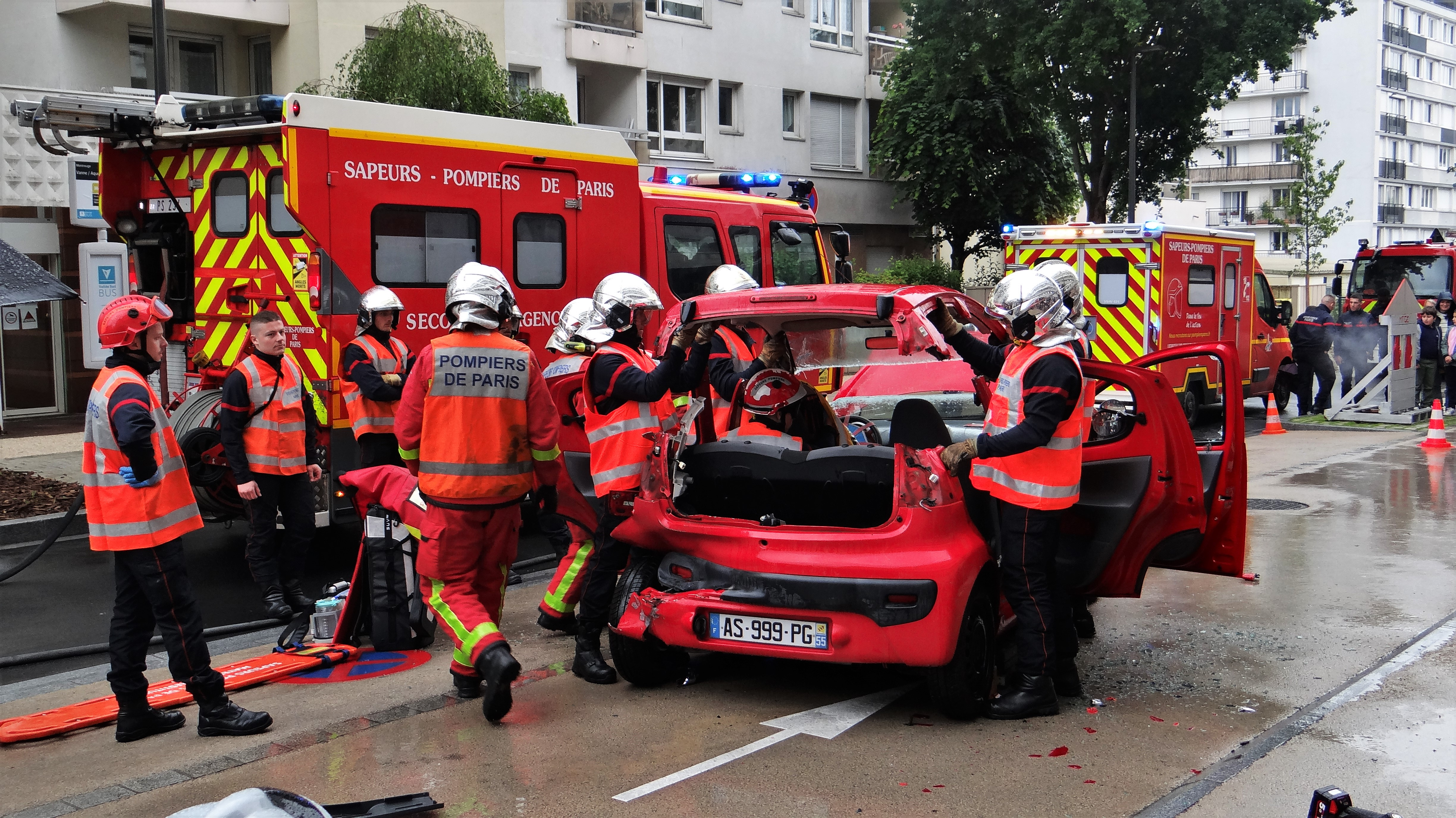
Démonstration de désincarcération.

La désincarcération (ou décarcération) est l'action de dégager une personne prisonnière d'un véhicule accidenté. C'est une des opérations du prompt secours routier.
Cette opération est une opération spécialement compliquée par plusieurs facteurs :
- la présence d'une personne blessée qui peut avoir un besoin urgent de soins médicaux (éventuellement à prodiguer sur les lieux avant même la fin des opérations de désincarcération) ; si le choc a été violent, ou que la personne ne portait pas de ceinture de sécurité ou bien est incarcérée (c'est-à-dire comprimée par la déformation de la tôle), la victime peut être polytraumatisée[1] ;
- l'état du véhicule ne permet pas toujours de réaliser l'opération simplement (tôles profondément tordues) ;
- la volonté permanente de ne pas aggraver la situation de la victime.

Dans la plupart des véhicules susceptibles de faire l'objet d'opérations de désincarcération (tels automobiles ou trains), l'industrie a adopté des conceptions mécaniques qui permettent de favoriser la déformation de certaines portions du véhicule en préservant une zone privilégiée où la victime est en sécurité relative. Mais ces déformations mécaniques peuvent simultanément compliquer la tâche de désincarcération.
Le plus souvent la désincarcération est réalisée par des équipes spécialisées (des pompiers, principalement) équipées d'instruments comme des pinces hydrauliques capables de découper des tôles épaisses en minimisant les déformations additionnelles.

## Marche générale des opérations
- Reconnaissance (lecture des lieux, présence de victimes ou non, position du véhicule, etc.) ;
- Protections (incendie, du personnel et des victimes) grâce aux équipements de protection individuelle ainsi qu'aux véhicules ;
- Balisage (cônes de Lubeck, feu de pénétration, etc.)[2] ;
- Évaluation de la situation (Nombre de victimes et état, nombre de véhicules et état) ;
- Calage du véhicule (éviter que le véhicule ne bouge afin de ne pas aggraver l'état de la victime ou mettre en danger les sauveteurs) ;
- Dégarnissage (enlever les joints des fenêtres, etc.) ;
- Désincarcération puis protection des découpes (afin de ne pas blesser la victime et le personnel) ;
- Cueillette (sortir la victime du véhicule).

Parallèlement à ces opérations techniques, un équipier secouriste s'introduit si possible dans l'habitacle afin de juger l'état de la victime, lui prodiguer les premiers soins, puis l'accompagner jusqu'à l'extérieur.

## Préparation de la désincarcération

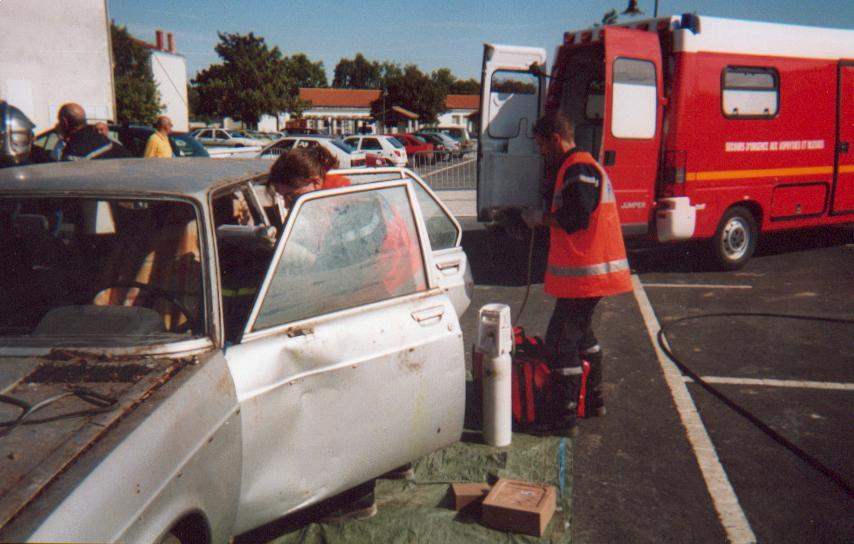
Démonstration publique : le véhicule est calé, l'écureuil est assis à l'arrière, des sapeurs-pompiers effectuent les premiers secours — Sainte-Soulle, France, 2001

La désincarcération ne peut débuter que lorsque la zone est sécurisée :
- balisage pour éviter les collisions avec d'autres véhicules ;
- matériel de lutte contre l'incendie prêt à l'emploi (extincteur, petite lance du véhicule de secours routier) ;
- suppression des énergies : couper le contact, débrancher la batterie ;
- sanglage du volant évitant le (sur-)déclenchement de son coussin gonflable de sécurité;
- calage du véhicule, pour éviter qu'il ne glisse ou que les suspensions ne bougent, à l'aide de cales de bois ou de matériaux synthétiques ;
- éclairage de la zone si l'intervention se fait de nuit.

Durant cette préparation, un secouriste, surnommé « écureuil », est entré dans le véhicule pour commencer les soins : bilan, arrêt des hémorragies, pose d'un collier cervical, oxygénothérapie.
De plus en plus de constructeurs automobiles éditent, à l'attention des secours, des fiches d'aide à la désincarcération pour chaque modèle de leur flotte. Ces fiches sont disponibles sur les sites des constructeurs, mais de nombreuses associations automobiles les recensent sur leur site,. En France, le site du ministère de l'Intérieur affiche une liste de ces fiches en ce qui concerne les véhicules français. Certains véhicules récents portent un tag (QR code) destiné à permettre aux secours de lire (à l'aide d'un smartphone) la fiche du véhicule en question.

## Organisation de la désincarcération

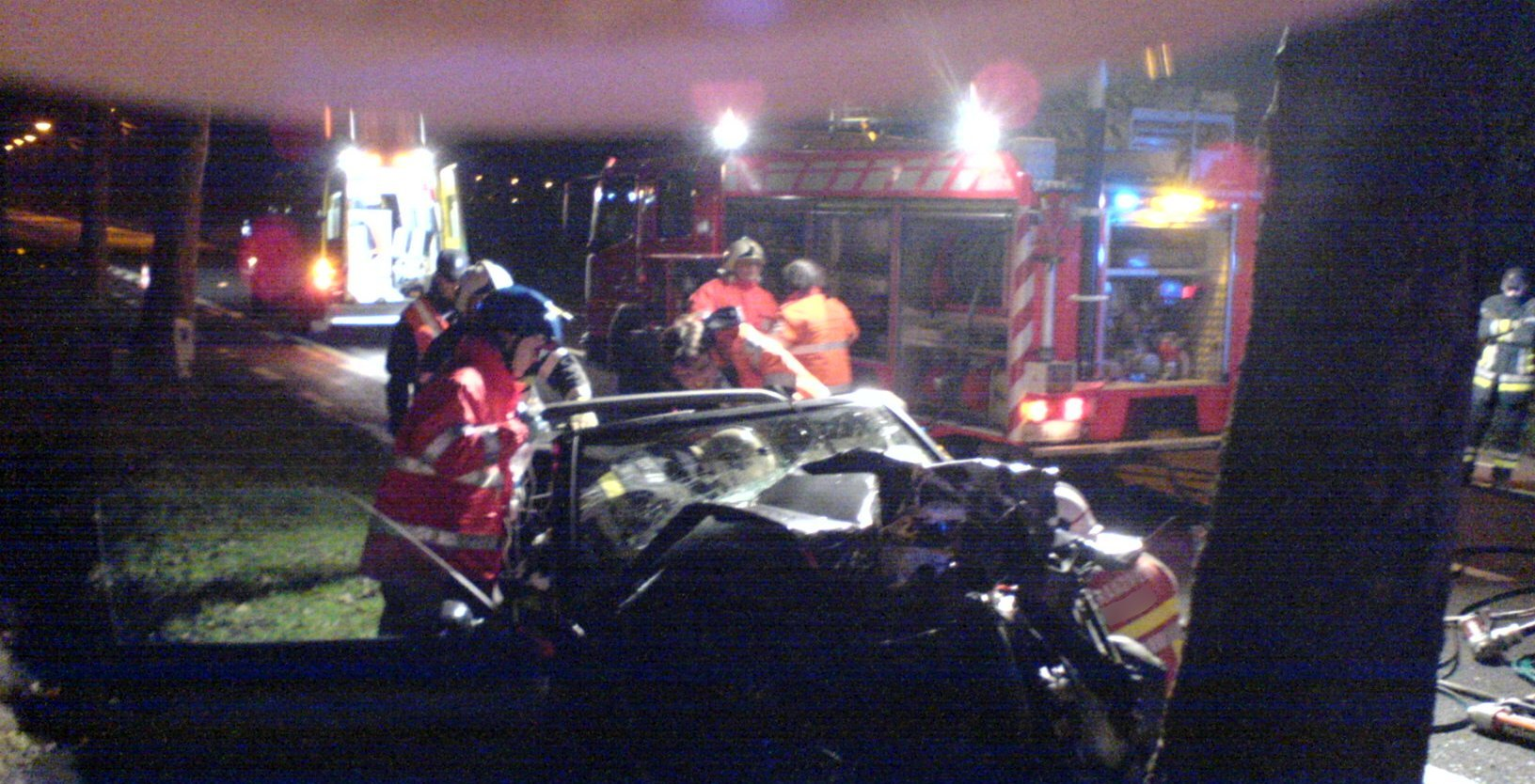
Chantier de désincarcération (accident de nuit, Belgique, février 2006)

Il faut, autant que possible, que la désincarcération se fasse le plus rapidement, tout en maintenant de bonnes conditions de sécurité pour la victime. En effet, dans de nombreux cas (notamment d'hémorragie interne), aucun geste ne peut se substituer à une opération chirurgicale, qui elle-même nécessite au préalable des examens par imagerie médicale (en particulier radiographies du thorax, du bassin et de la colonne vertébrale). C'est la notion d'heure d'or : pour que la victime ait de bonnes chances de survie, il faut qu'elle soit hospitalisée dans l'heure qui suit l'accident.
Le meilleur moyen de gagner du temps est d'avoir du personnel formé et coordonné par un commandement unique. L'organisation sur le terrain est également importante, pour que chacun sache où se placer et ne gène pas les autres, la configuration pouvant être étroite. À titre d'exemple, les Australiens recommandent de faire trois zones :
- une zone située de 2 à 5 m du véhicule, du côté où l'on va sortir la victime : c'est dans cette zone que vont se placer le personnel médical et son matériel (dont la civière et le plan dur) ;
- une zone située de 2 à 5 m du véhicule, à l'opposé de l'équipe médicale par rapport à la voiture, où vont se placer le personnel de désincarcération et son matériel ;
- une zone de protection incendie, de 5 à 10 m autour du véhicule, où se place le personnel de protection incendie ;
- au-delà de 10 m : zone de dépose des débris.

En France, les véhicules médicaux se placent après l'accident (dans le sens de la circulation), et les véhicules de secours routier et de lutte contre l'incendie se placent avant l'accident. Le dispositif se met en place dans le sens des voies de circulation, en prenant le moins de largeur possible (tout en maintenant de bonnes conditions de sécurité) afin de laisser si possible une voie de passage pour les voitures et éviter de couper totalement la circulation, ce qui facilite par ailleurs l'acheminement de renforts.
Les soins et la désincarcération doivent se poursuivre en simultané autant que faire se peut. Cela comprend la pose d'une voie veineuse périphérique (perfusion), qui permet de maintenir la pression artérielle et d'administrer des médicaments, la réduction et/ou l'immobilisation des fractures, le recouvrement des plaies et éventuellement l'intubation trachéale.

## Déroulement général d'une désincarcération

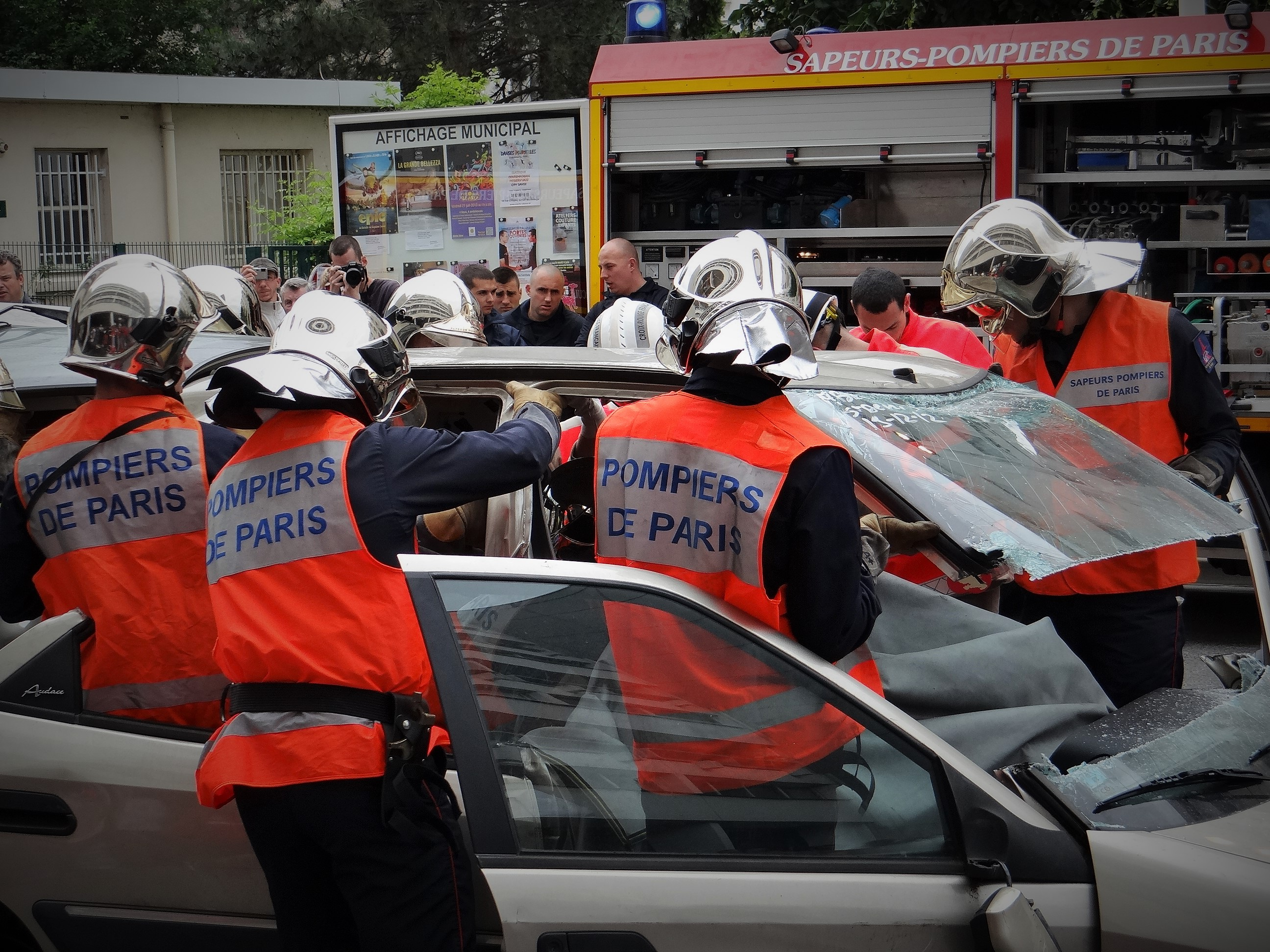
Exercice de désincarcération par les pompiers de Paris, 2013

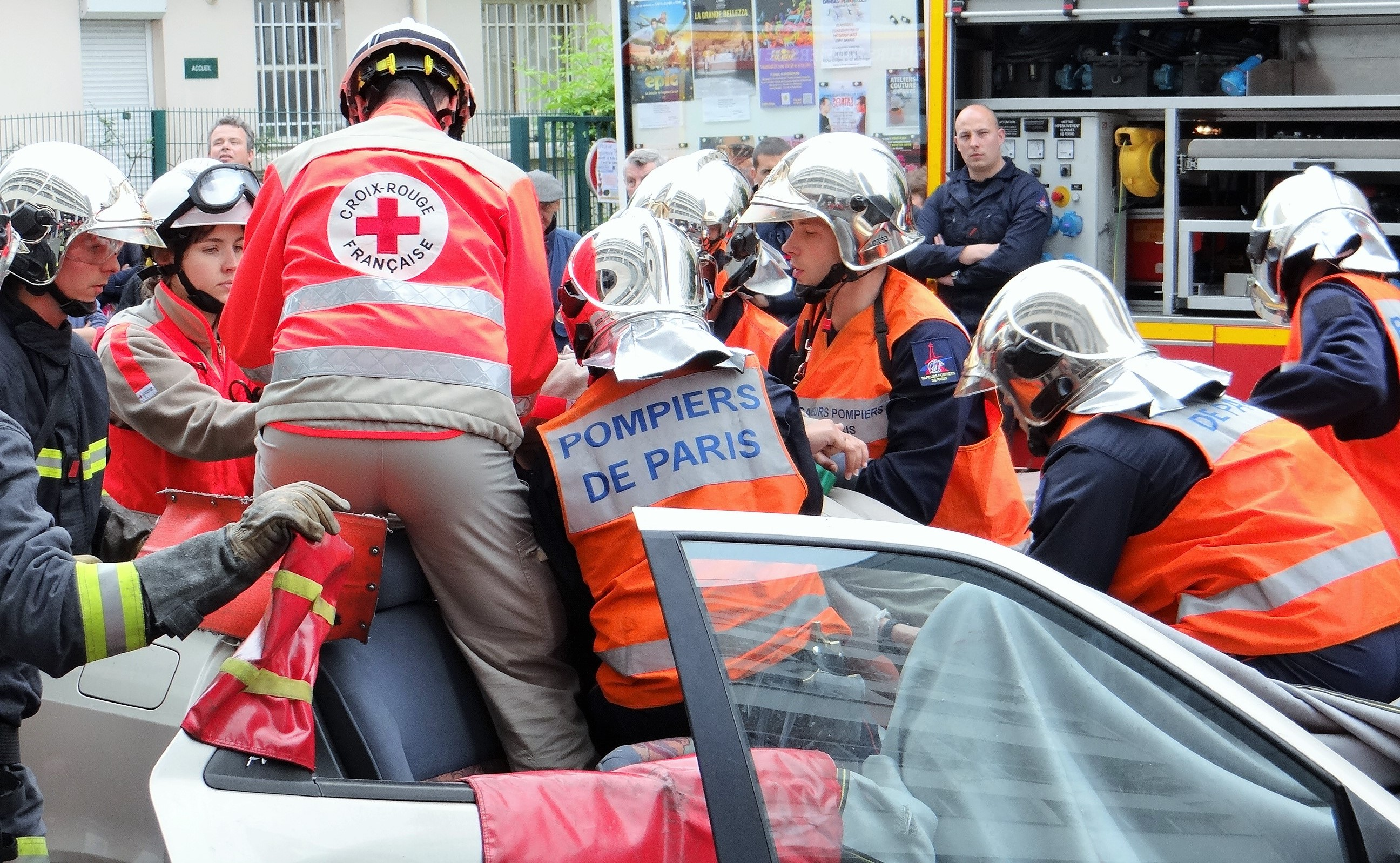
Exercice d'extraction avec un plan dur

On peut diviser une désincarcération en quelques étapes générales à appliquer. Cependant, selon les circonstances, elles peuvent quelque peu différer, une désincarcération n'étant jamais égale à une autre, ni surtout à un modèle théorique.
La première étape est l'ouverture des portes si cela est possible et n'a pas pu être réalisé avant (porte coincée par la déformation de la tôle), pour permettre de faire passer le matériel médical et le personnel soignant. On utilise pour cela les écarteurs pour écarter la porte du montant, ou bien des pinces pour couper les charnières. Les ceintures de sécurité sont coupées. Le volant est sanglé pour éviter le déclenchement intempestif de son coussin gonflable de sécurité ; en effet ceux-ci sont souvent électriquement autonomes, et comportent plusieurs charges explosives indépendantes appelés chaine pyrotechniques.
La deuxième étape consiste à redonner du volume à l'habitacle, afin de relâcher la pression qu'exerce éventuellement la tôle sur la victime, et de permettre la pratique des gestes de soin. On utilise pour cela des vérins qui vont écarter les montants de la carrosserie.
La troisième étape consiste à découper la tôle et les montants pour permettre l'extraction de la victime ; on parle de césarisation.
La quatrième étape est l'extraction en elle-même. Elle se fait avec un plan dur ; l'idéal est d'avoir un plan dur légèrement courbé en gouttière, ce qui facilite sa manipulation et l'immobilisation de la victime. Il est recommandé d'utiliser une attelle d'extraction (type KED) : cela complète l'immobilisation, du dos, et « met des poignées » à la victime.
Chaque situation est différente, mais le principe de base reste : donner du volume avant de découper.

## Les différents types de désincarcération

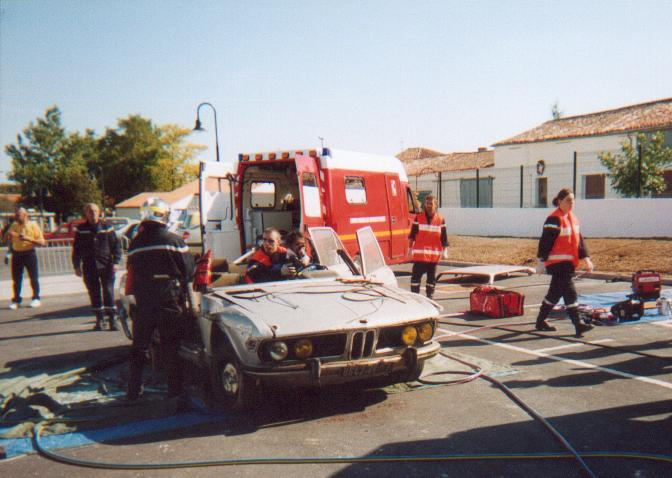
Démonstration publique : le véhicule est dépavillonné, le montant avant droit (à gauche sur la photo) est protégé par un manchon rouge, l'écureuil effectue un maintien du masque à oxygène ainsi qu'un maintien de tête — Sainte-Soulle, France, 2001

On peut classer les désincarcération en différents types, selon l'état du véhicule, sa nature (camion, voiture...), sa position et l'accès au véhicule.

### Voiture sur les roues
Lorsque le véhicule est toujours sur les roues est le cas général le plus simple et « de base ». Les intervenants travaillent alors sur un véhicule disposé de manière normale, et donc des passagers, normalement, installés de manière normale également. Deux solutions s'offrent alors, en fonction de l'accès à la voiture, de son état, de l'état du patient (urgent ou moins urgent) et d'autres facteurs propres à chaque cas et pris en considération par les secours.

#### Enlèvement du toit
La première découpe consiste en général en l'ablation du pavillon (toit). Cela permet de sortir la victime par tous les côtés, et donne de la place et de la luminosité pour l'équipe médicale. Il faut s'assurer auparavant que les ceintures de sécurité sont bien coupées et que le pare-brise et les portes du côté des victimes ont été retirées. Les montants sont coupés à la cisaille ; en raison de la présence possible de sécurités dynamiques, on s'attache à couper les montants au ras du toit, mais si l'on est sûr de l'absence de ces systèmes, on coupe au ras des portières. Les parties coupées étant tranchantes, elles sont protégées par des tissus épais.

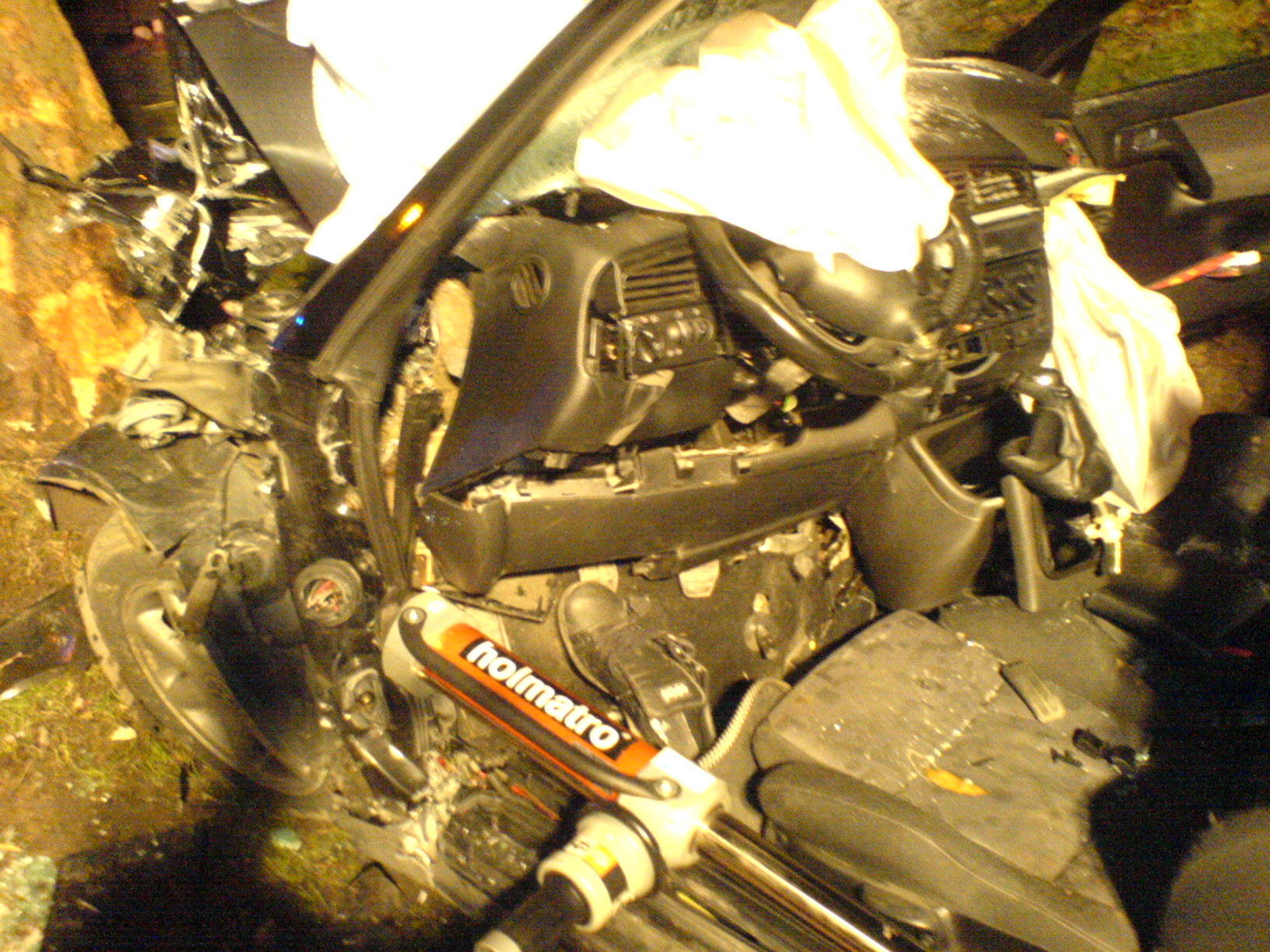
Basculement du demi-bloc avant avec un vérin hydraulique (en bas de la photo) pour libérer les membres inférieurs — Belgique, février 2006

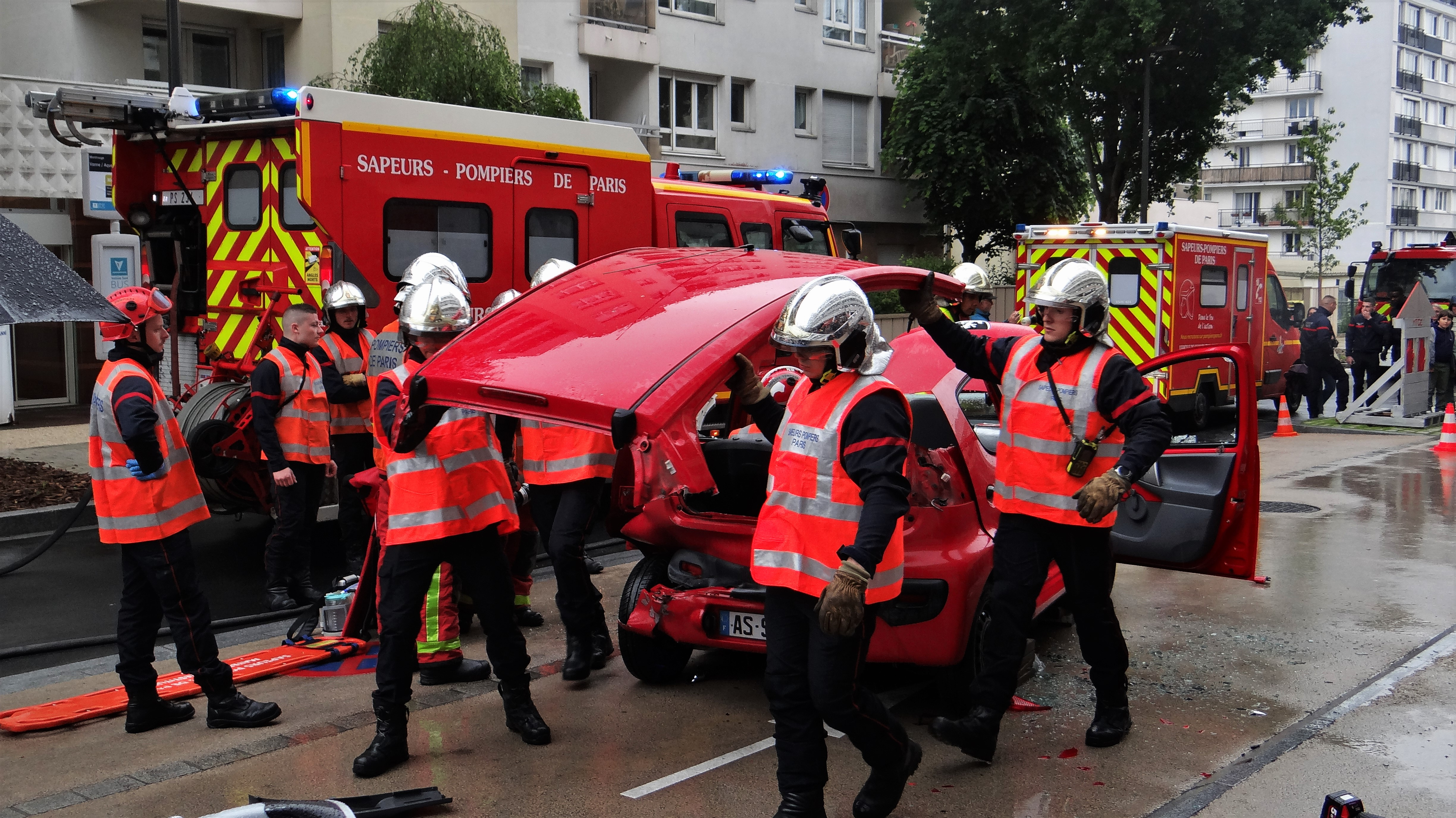
Démonstration publique : enlèvement du toit France.

Puis, on réalise un relevage de la colonne de direction, qui peut comprimer les membres inférieurs : un vérin prend appui sur le plancher de la voiture (entre les jambes du conducteur) et sur la colonne de direction, et repousse celle-ci. Si les pieds du conducteur sont coincés par les pédales, celles-ci sont coupées avec les cisailles.
Le relevage de la colonne est fréquemment remplacé ou complété par un basculement du « demi-bloc avant » si la voiture est sur ses roues pour écarter le tableau de bord :
- les secouristes coupent les longerons à l'angle avant-bas de deux ouvertures des portières pour réaliser un point de faiblesse ;
- une cale est placée sur un coussin de levage sous chaque point de faiblesse ;
- à l'aide de vérins, l'ensemble bloc moteur-tableau de bord est repoussé tandis que les coussins de levage sont gonflés, permettant le basculement.

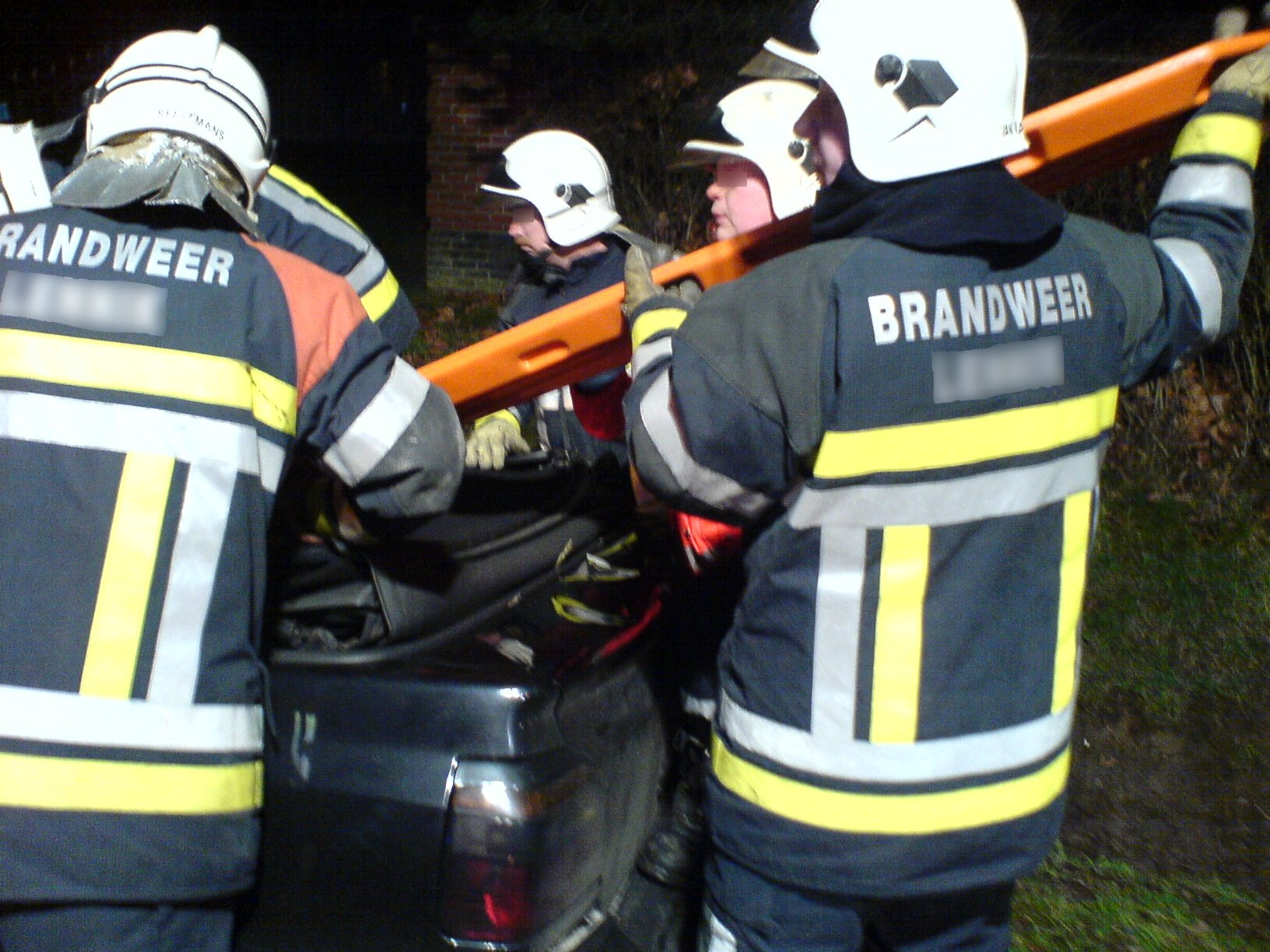
Extraction à l'aide d'un plan dur — Belgique, février 2006

L'extraction se fait habituellement par l'arrière :
- si possible, le siège est abaissé au maximum, éventuellement en coupant les montants du dossier ;
- la victime est légèrement soulevée et le plan dur est glissé entre le dos de la victime et le dossier du siège ;
- pour finir, la victime est tractée sur la planche ; cette dernière opération est facilitée par les poignées de l'attelle d'extraction, voire une corde attachée à l'attelle.

Si l'on ne peut pas abaisser totalement le dossier du siège (cas par exemple d'une victime sur la banquette arrière), la planche est glissée verticalement entre le dos de la victime et le dossier du siège, et la victime est tractée sur le plan dur.
Puis, le plan dur est mis à l'horizontale et la victime est évacuée.

#### Sortie par la portière
Lorsque l'état de la victime le permet, ou l'oblige (nécessité d'un dégagement urgent), on  peut effectuer une sortie par la portière latérale. Il n'y a alors en général pas d'ablation du pavillon.
La victime est si possible conditionnée avec une attelle d'extraction. On peut faire l'extraction par la portière côté victime ou à l'opposé de la victime.
Le plan dur est glissé sous les fesses de la victime pour faciliter sa rotation.
Puis, la victime est tournée délicatement afin de présenter sa tête vers la sortie, puis allongée sur le plan dur.
En absence d'attelle d'extraction, la technique peut être facilitée par l'utilisation d'une couverture roulée :
1. le milieu du boudin ainsi formé est placé sur l'avant du collier cervical ;
2. il fait le tour du cou et les brins se croisent derrière la nuque ;
3. les brins sont rabattus sur la poitrine de la victime, par-dessus les épaules ;
4. puis, ils sont glissés sous ses aisselles.

Ils forment donc un coussin qui complète l'immobilisation du collier cervical, et deux poignées qui facilitent la manutention de la victime.
La sortie latérale est risquée car il y a un risque de flexion et de torsion de la colonne vertébrale. Elle est toutefois avantageuse si la victime se retrouve dos contre la portière (Si par exemple elle n'était pas attachée). On peut ainsi glisser le plan dur par la fenêtre et s'en servir comme dossier pendant que la portière est enlevée. Le découpage de la portière commence par la section des montants de la fenêtre. La victime est ensuite allongée avec le plan dur puis glissée dessus, ce qui minimise les mouvements.
Si la victime est assise sur son siège mais que l'évacuation par l'arrière ou le haut n'est pas possible, on peut aussi la dégager par la portière arrière s'il s'agit du conducteur ou d'un passager avant. On minimise ainsi la rotation.

### Voiture sur le côté

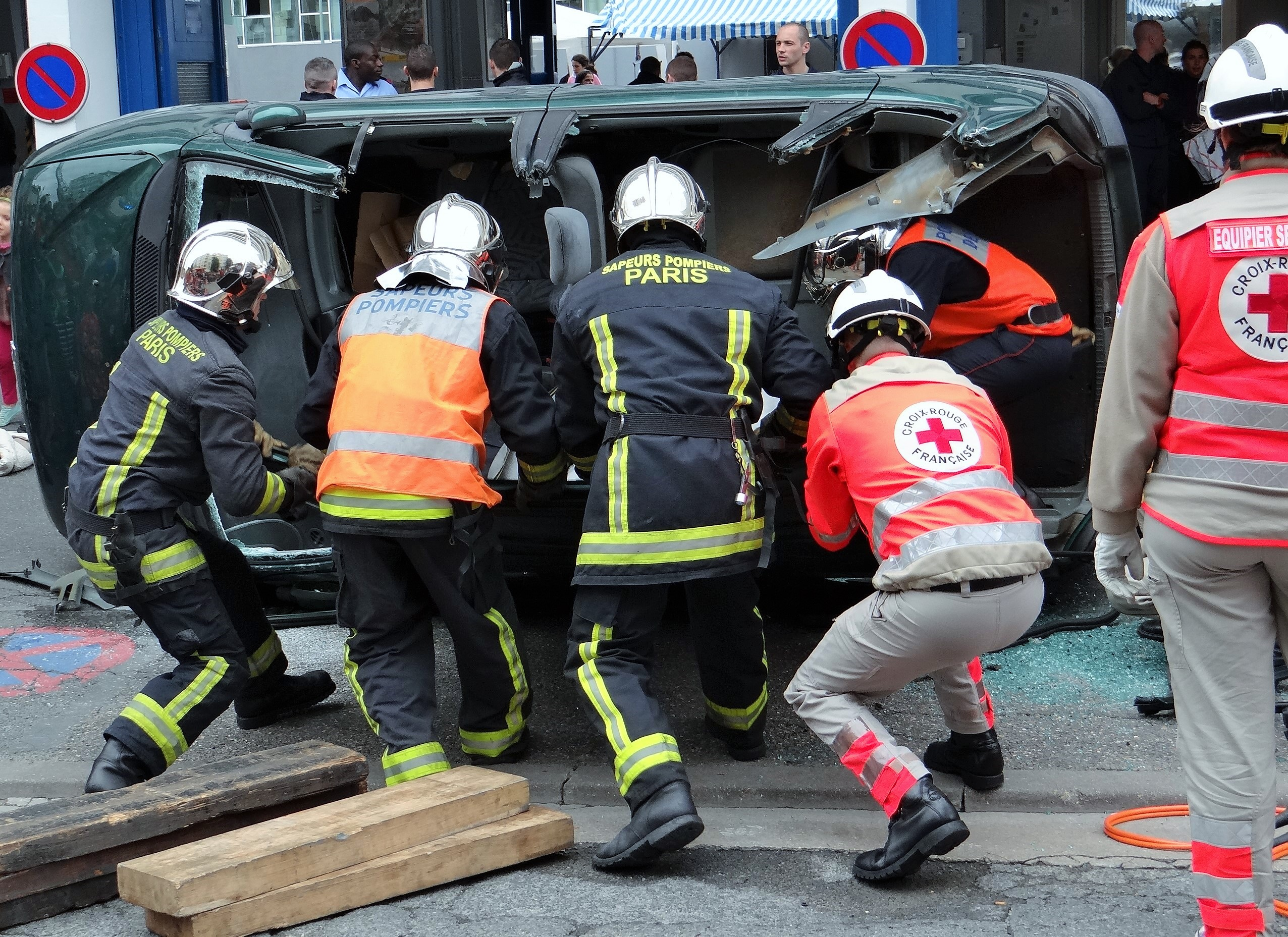
Exercice de désincarcération par les pompiers de Paris, 2013

Un des problèmes majeurs est l'instabilité du véhicule dans ce genre de situation. Celui-ci n'étant pas fait pour reposer sur son flanc, il est généralement prompt à bouger et se renverser. L'important est donc de bien stabiliser le véhicule, de le « caler ». Ceci s'effectue en général avec des vérins hydrauliques, ou des systèmes de sangles.
Puis, on procède à l'ablation du pavillon, ce qui permet l'accès direct aux victimes ; en France, les montants situés en haut sont coupés et le toit est rabattu par terre toujours maintenu par les montants du bas (technique de la charnière).
Une fois le toit ouvert, la planche est simplement glissée sous la victime, et celle-ci est sortie dans sa position (que ce soit sur le dos ou sur le côté).
Lorsque l'ablation du pavillon n'est pas possible, on peut envisager de glisser le plan dur verticalement par la portière, puis de hisser la victime sur le plan dur.

### Voiture sur le toit
Lorsque c'est possible, l'extraction se fait par l'arrière, après enlèvement de la vitre arrière, des portières et des montants latéraux. On place une couverture sous le plan dur pour éviter qu'il ne vibre à cause du frottement (notamment du verre brisé) durant l'extraction ; le plan dur est glissé par l'arrière sous la victime. La victime se trouvant tête en bas et regardant vers l'avant (si elle est attachée), elle se retrouvera à plat-ventre sur le plan dur (sauf si elle n'était pas attachée et qu'elle s'est retournée durant le tonneau).
Si la victime est attachée sur son siège, le dossier est incliné au maximum, puis, pendant que la victime est maintenue de chaque côté et à la tête, la ceinture est coupée et la victime est mise à plat-ventre sur le plan dur ; l'attelle d'extraction facilite grandement la manœuvre. Le plan dur est ensuite sorti par l'arrière.
Si la victime n'était pas attachée et se retrouve perpendiculaire à l'axe de la voiture, elle est sortie par les côtés après enlèvement des portières et ablation du montant latéral.

## Le matériel de désincarcération

### Les véhicules
Le type de véhicule employé pour transporter hommes et matériel varie selon les pays, voire selon les services. Ce sont généralement les pompiers qui s'occupent de la désincarcération. Certaines casernes disposent de camions spécifiques (véhicule de secours routier), parfois de simples camionnettes, d'autres disposent de ce matériel dans un véhicule multifonctionnel, qui officie aussi comme autopompe.

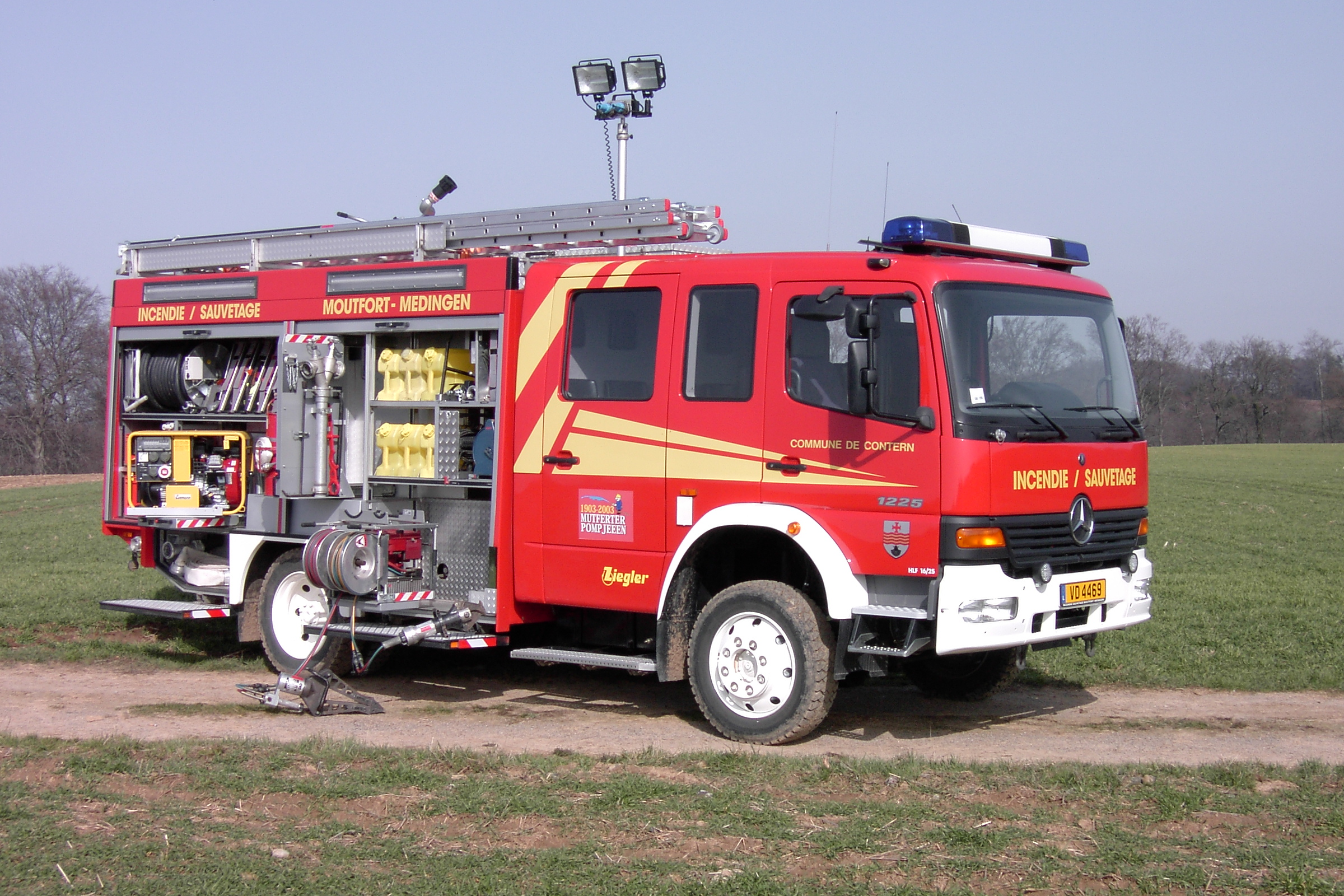
Certains camions de pompiers sont multifonctionnels, comme ici une autopompe des pompiers luxembourgeois de Contern, où l'on peut apercevoir le matériel de désincarcération au côté du matériel de lutte contre l'incendie.
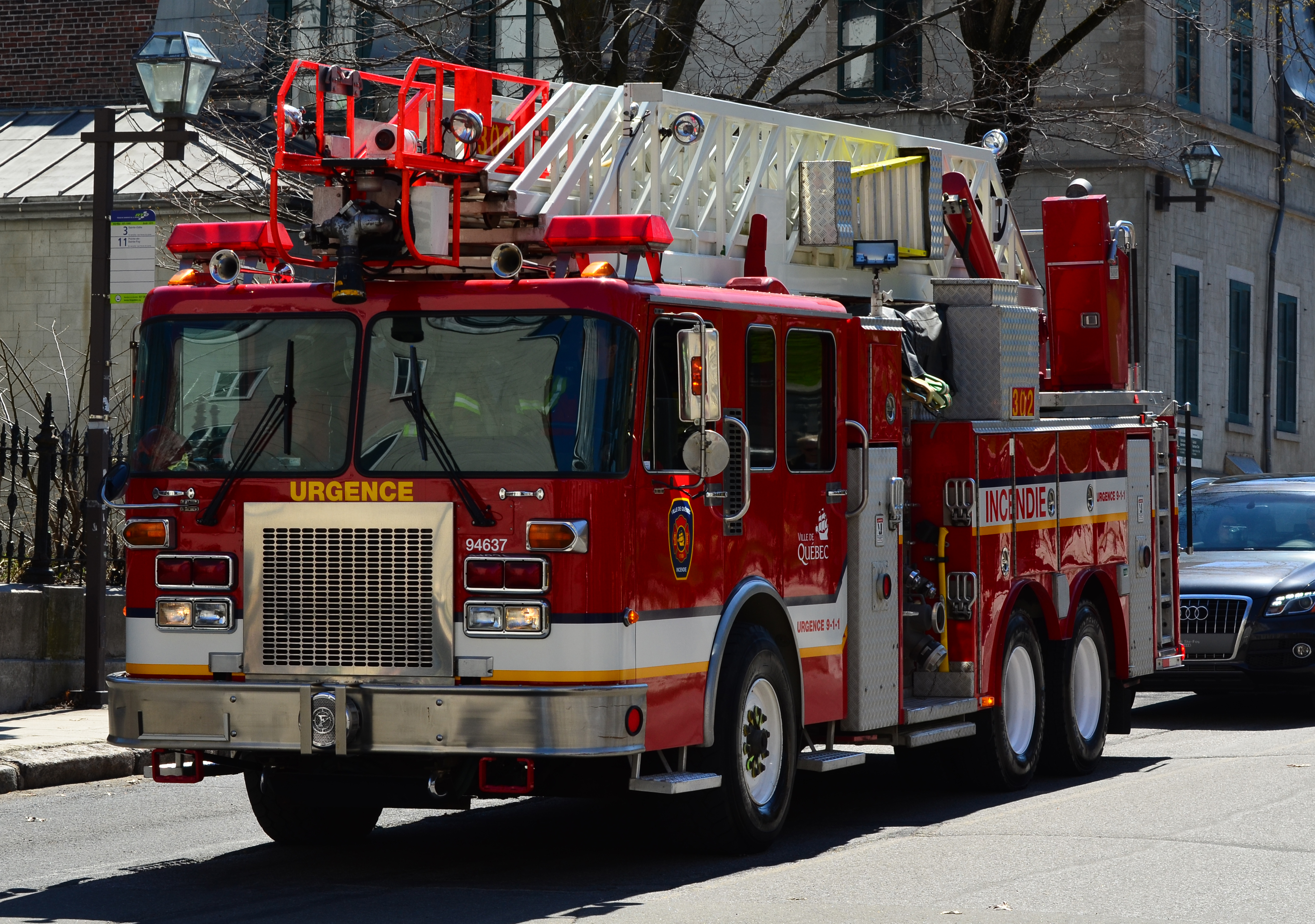
Au Canada comme aux États-Unis, le matériel de désincarcération se trouve souvent dans les auto-échelles.
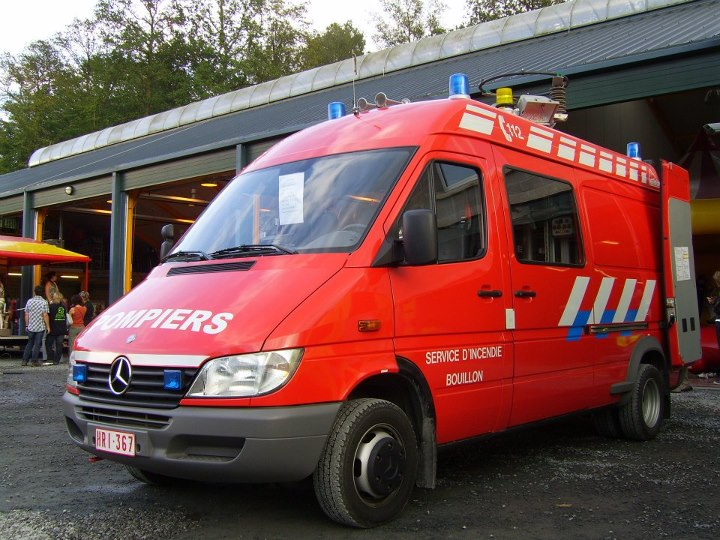
Camion de désincarcération typique des pompiers belges. Ici, celui de Bouillon (zone de secours Luxembourg).
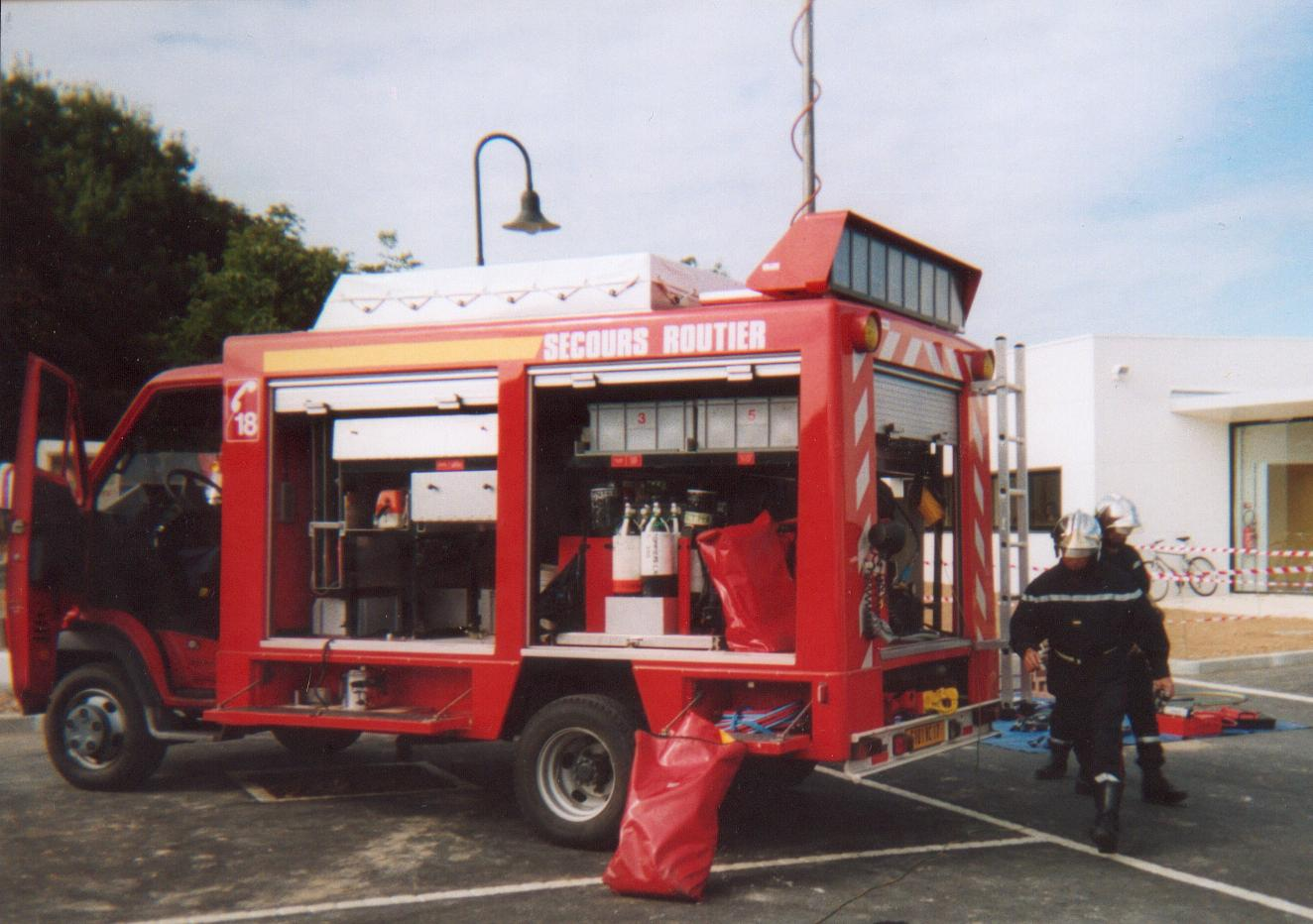
Véhicule de secours routier (VSR) des pompiers français.
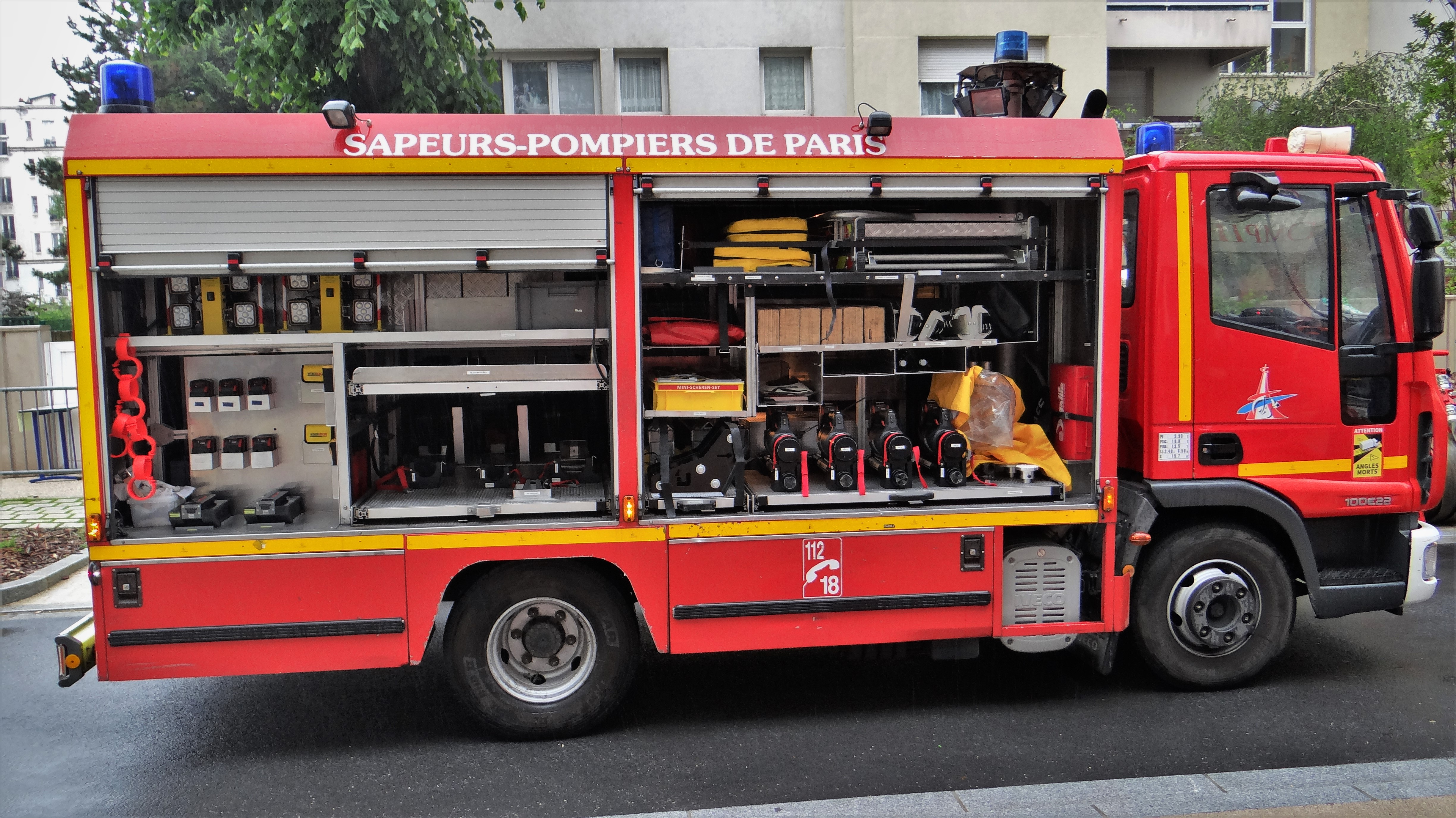
Véhicule de secours routier (VSR) des Pompiers de Paris.

### Les matériels spécifiques

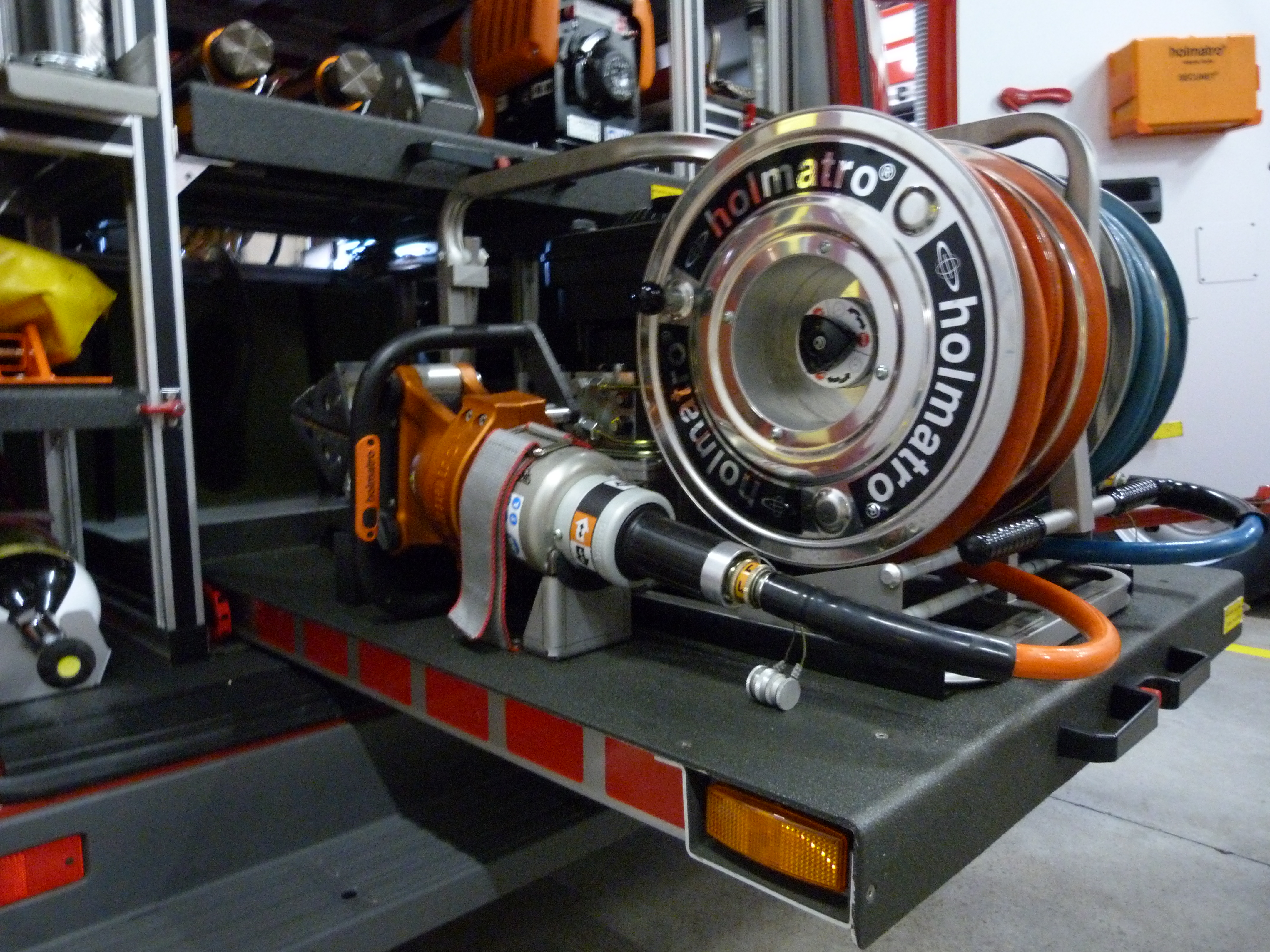
Un écarteur sur son groupe de désincarcération (la cisaille se trouve de l'autre côté). Image d'un camion des pompiers belges, en 2013.

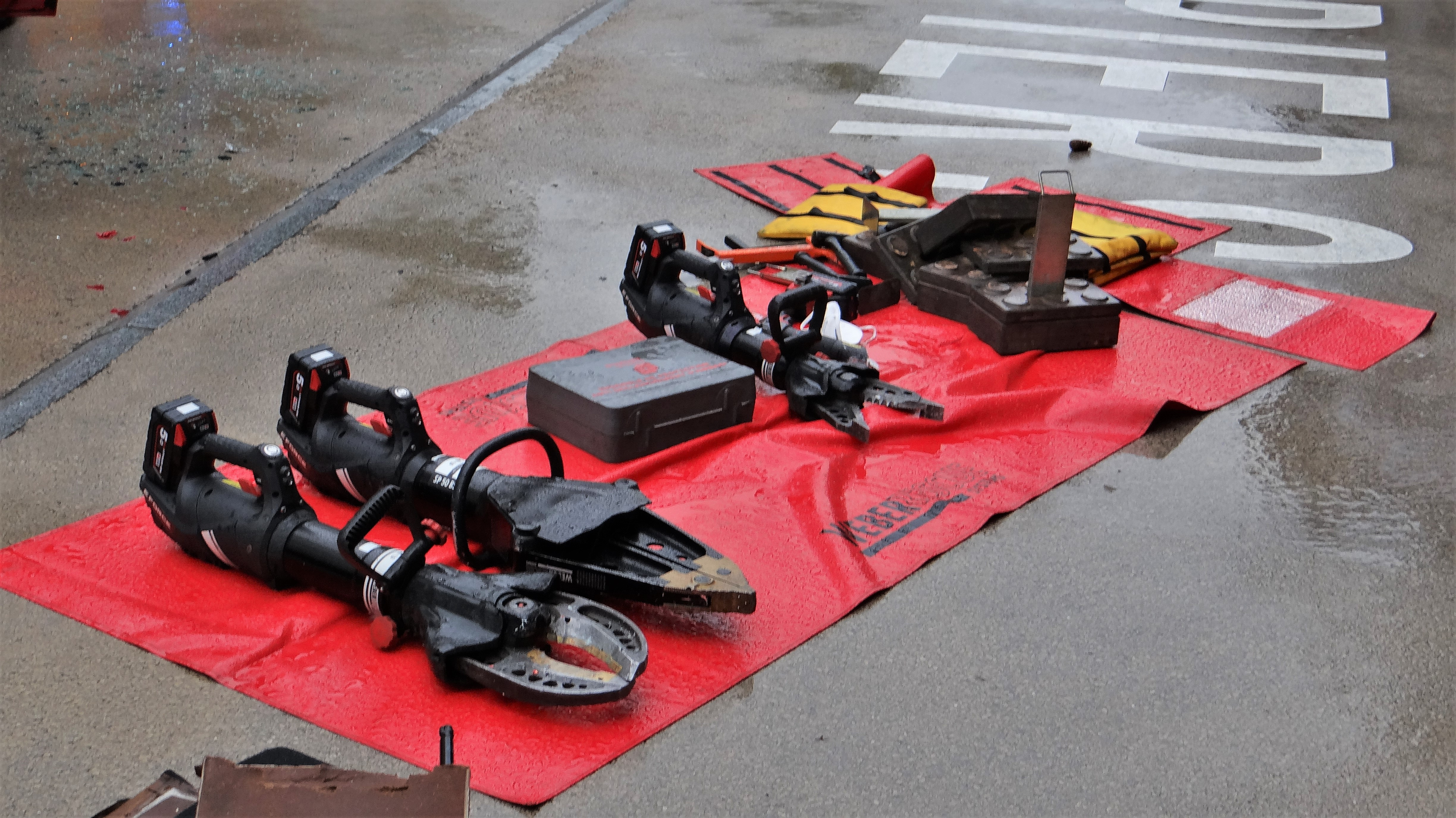
Equipements hydrauliques de la Brigade de sapeurs-pompiers de Paris.

Au contraire des véhicules qui varient généralement en taille et en fonction, le matériel de base reste, lui, généralement le même. On compte  souvent au moins: 
- une cisaille (pour couper dans le véhicule)
- un écarteur (pour écarteler, pincer ou se frayer un passage dans la carcasse)
- des vérins hydrauliques (pour stabiliser ou faire pression et déformer)
- du matériel de stabilisation (cales, etc.)
- du matériel de levage (coussins gonflables, trépied, cordages, parfois des chaines)
- du matériel de balisage (bien que certains services/pays disposent de véhicules de balisage à proprement parler)
- du matériel d'éclairage (mât d'éclairage, spots portatifs, etc.)
- un groupe électrogène

D'autres matériels sont présents selon les besoins, la nature du véhicule, sa taille ou simplement le budget disponible pour les acheter.